# Alcesti (mitologia)
Alcesti (in greco antico Ἄλκηστις?, Àlkēstis) è un personaggio della mitologia greca, figlia di Pelia, il re di Iolco, e di Anassibia.

## Mitologia
Suo padre Pelia la promise in sposa a chi fosse riuscito a mettere al giogo due bestie feroci: il re di Fere, Admeto, riuscì nell'impresa grazie all'aiuto di Apollo, da cui ricevette un carro tirato da un leone e da un cinghiale. Dopo che Admeto ebbe sposato la fanciulla, Apollo gli chiese di sacrificarsi per ricambiare l'aiuto ricevuto; Admeto chiese ai suoi genitori di sacrificarsi per lui, ma loro rifiutarono; fu allora Alcesti a decidere di sacrificarsi al suo posto.
Ancora in lutto per la morte della moglie, Admeto ospitò Eracle a casa sua e gli raccontò la sua storia. L'eroe, commosso sia dalla vicenda e dall'ospitalità di Admeto, scese nell'Ade e riportò Alcesti sulla terra.

## La concezione platonica
Nel Simposio di Platone, Alcesti assurge a emblema dell'amore disinteressato, dell'Eros più autentico, per cui solo chi ama è disposto a morire per la persona cui ha consacrato il proprio cuore. In questo senso, Alcesti è l'opposto di Orfeo, che, invece di sacrificare la propria vita ricongiungendosi così a Euridice, chiede gli venga restituita.
Alcesti, al contrario del cantore tracio, supera nell'amore gli stessi genitori di Admeto, e il «gesto da lei compiuto parve così bello non solo agli uomini, ma anche agli dèi, al punto che questi, pur avendo concesso solamente a pochissimi uomini fra i molti che compirono molte buone azioni il dono di lasciar tornare l'anima dall'Ade, tuttavia lasciarono tornare la sua anima, meravigliati dalla sua azione».